# Tompó László
Ifjabb Tompó László (Szombathely, 1972. augusztus 30) irodalomtörténész, újságíró, római katolikus teológus. 

## Élete
1988-tól Budapesten él, az 1990-es években egyetemi bölcsésztudományi tanulmányokat folytatott. Gondolkodására leginkább eleinte Szabó Dezső és Csurka István, majd Tudós-Takács János és Marcel Lefebvre érsek hatott.
1993-tól folyamatosan jelennek meg írásai, több folyóiratban jelentek meg cikkei (Magyar Fórum, Havi Magyar Fórum, Pannon Front, Szittyakürt, Front), munkatársa volt a Gede Testvérek Bt.-nek. 2010-től a www.hunhir.hu-n is publikál (rovata neve: Tompó testvér). Eddig négy könyve jelent meg: 1. Mélyszántás. Történelmünk titkai (Budapest, 2014. Két Hollós), 2. Mélyszántás 2. Irodalmunk titkai (Budapest, 2016. Két Hollós), 3. Kitagadottak. Emigráns igazlátóink. Mélyszántás 3. (Budapest, 2016. Két Hollós), 4. Ady tévedései és igazságai. A költő halálának századik évfordulóján (Budapest,2019. Ős-Kép Kiadó). Mindemellett 2008 óta rendszeresen tart előadásokat szerte a Kárpát-medencében kutatási témaköreiben. (Az egykori Attila Király Népfőiskolán 2010 és 2013 között XIX-XX. századi magyar irodalomtörténetet tanított.)
Irodalomtörténeti téren fő kutatási területe a 20. századi, 1945 után háttérbe szorított magyar írók-közéleti személyiségek (pl. Szabó Dezső, Tormay Cécile, Dövényi Nagy Lajos, Wass Albert, Marschalkó Lajos, Fiala Ferenc, Oláh György, Milotay István) munkássága. Kutatta az antiszemitizmus és a zsidóság kérdéskörét is, közreműködésével több, második világháború után tilalmas mű jelent meg reprint kiadásban. Foglalkozik római katolikus teológiával is.

## Művei

### Saját könyvek
- Mélyszántás. Történelmünk titkai, Két Hollós, Budapest, 2014
- Mélyszántás 2. Irodalmunk titkai, Két Hollós, Budapest, 2014
- Mélyszántás 3. Kitagadottak, Két Hollós, Budapest, 2016
- Ady tévedései és igazságai: a költő halálának századik évfordulójára, Ős-Kép Kiadó, Budapest, 2019

### Szerkesztett művek
- Nemzeti láng: történelmi szemle; szerk. ifj. Tompó László, Budapest: Magyar–Német Történelmi Társaság, 2000.

### Szövegkiadások
- Bosnyák Zoltán: A magyar fajvédelem úttörői; Gede Testvérek Bt., Budapest, 2000 (szerk. Tompó László)
- Dövényi Nagy Lajos: Tarnopolból indult el...: kortörténeti regény; [szerk. Gede Tibor] ; [az utószót írta ifj. Tompó László]; Gede Testvérek Bt., Budapest, 2001
- Artur Dinter: A vérrontó bűn. Korregény; Gede Testvérek Bt., Budapest, 2002 (szerk. Tompó László)
- Prohászka Ottokár: Az én antiszemitizmusom. Összegyűjtött zsidó tárgyú írásai és beszédei Bosnyák Zoltán bevezető tanulmányával; összegyűjt. ifj. Tompó László; Gede Testvérek Bt., Budapest, 2003
- Endre László: "A zsidókról": a berni per tanulságai; [az utószót írta ifj. Tompó László], Gede Testvérek Bt., Budapest, 2003 (reprint kiadás)
- David Irving: Apokalipszis 1945. Drezda elpusztítása, Gede Testvérek Bt., Budapest, 2005 (szerk. Tompó László)
- C. A. Macartney: Október tizenötödike I-II. A modern Magyarország története 1929-1945; Gede Testvérek Bt., Budapest, 2003 (szerk. Tompó László)
- Slachta Irén: A penitenciatartás lélektani megvilágításban: művelt nemhívők részére [... szerk. ... Tompó László], Ős-Kép Kiadó, Budapest, 2021
- Meschler Móric: Szent József élete és szerepe az Úr Jézus életében és az anyaszentegyházban; [... szerk., ... függelékkel ell. ifj. Tompó László], Ős-Kép Kiadó, Budapest, 2021
- Orosz István: Mennyei kincstár: az Úr Jézus szentséges szent szíve tiszteletére és imádására készült ima-énekes kis könyvecske a buzgó hívek használatára; [... szerk. ... ifj. Tompó László], Ős-Kép Kiadó, Budapest, 2021
- Horánszky Nándorné Nagyrévi Czike Kornélia: Mindent a gyermekért!: gondolatok a nemzetnevelésről [szerk., ... lábjegyzetekkel ell. ... ifj. Tompó László], Ős-Kép Kiadó, Budapest, 2022

### Könyvrészletek
Tanulmányt írt a következő művekbe:
- Sokágú életfa. Emlékkönyv a 80 éves Szíj Rezső tiszteletére, Mundus Magyar Egyetemi Kiadó, Budapest, 1995
- A keresztyénség és a magyarság veszedelme. A radikálisok kultúrája, Szenci Molnár Társaság, Budapest, 2001 (Új Kincsestár-sorozat)
- Reményünk: a magyar feltámadás. A 2002-es budapesti Szittya Világtalálkozó nemzetvédelmi, (ős)történelmi és kulturális előadásai, Nap Alapítvány, h. n., 2003
- A magyar örökség visszaszerzése. A 2004-es budapesti Szittya Világtalálkozó nemzetvédelmi, (ős)történelmi és kulturális előadásai, Nap Alapítvány,Dunaharaszti, 2003